# Brinon-sur-Sauldre
Brinon-sur-Sauldre – miejscowość i gmina we Francji, w Regionie Centralnym, w departamencie Cher.
Według danych na rok 1990 gminę zamieszkiwało 1107 osób, a gęstość zaludnienia wynosiła 10 osób/km² (wśród 1842 gmin Regionu Centralnego Brinon-sur-Sauldre plasuje się na 353. miejscu pod względem liczby ludności, natomiast pod względem powierzchni na miejscu 2.).